# 塔帕尼·尼库

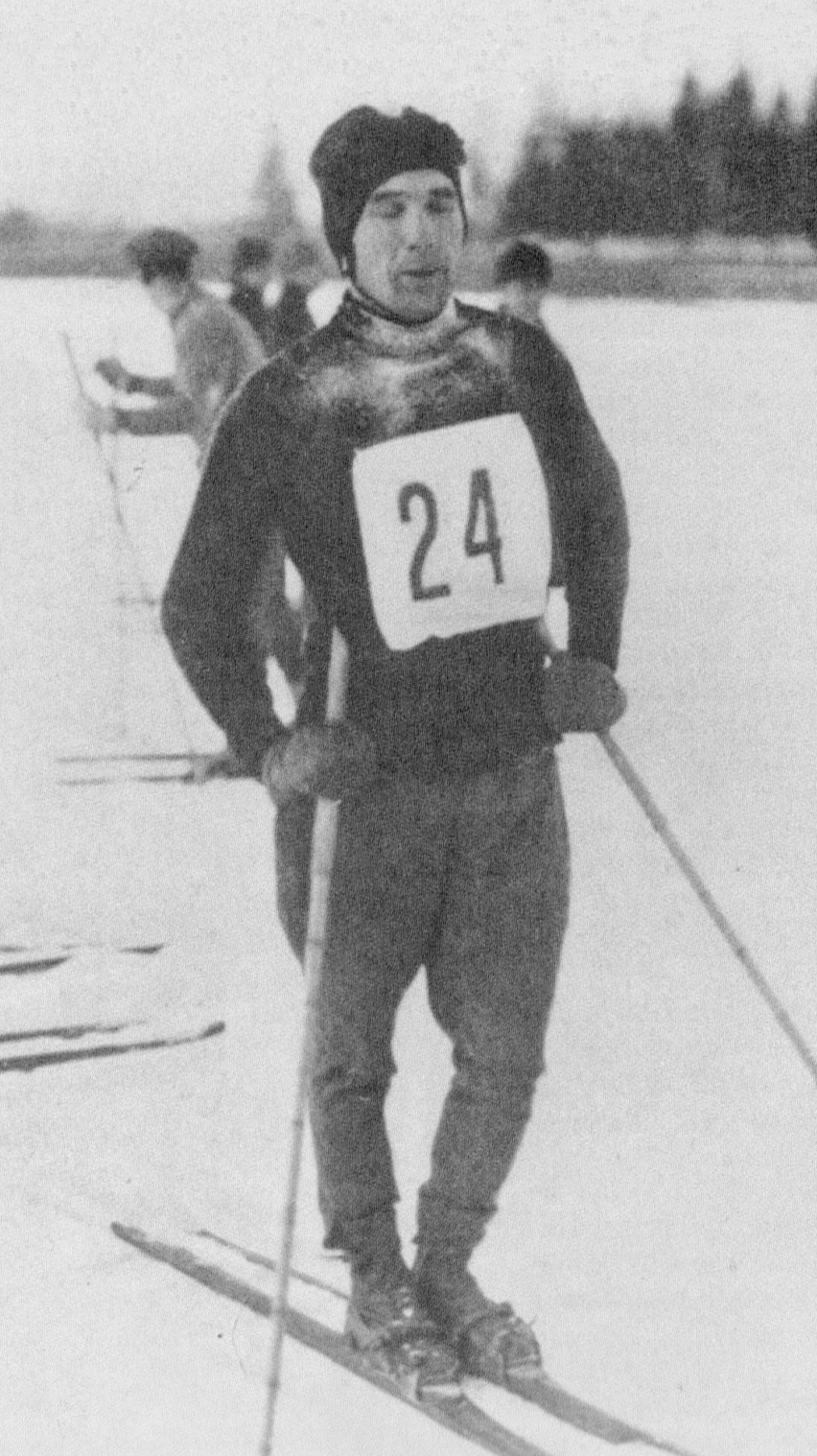
塔帕尼·尼库

塔帕尼·尼库（芬蘭語：Tapani Niku，1895年4月1日—1989年4月6日），芬兰男子越野滑雪运动员。

## 生平
尼库生于哈帕韦西。1924年获得1924年霞慕尼冬奥会越野滑雪男子18千米比赛的铜牌。他也参加了该届冬奥会男子50千米的比赛，但是并未能完成。1989年逝于拉赫蒂。